# Офуокву, Огастин
Огастин Офуокву (англ. Augustine Ofuokwu; 14 августа 1944, Джос, Нигерия — 5 июля 2004, Лагос, Нигерия) — нигерийский футболист, защитник. Участник летних Олимпийских игр 1968 года.

## Биография
Выступал за нигерийский клуб «Стэйшнери Сторс».
В 1968 году главный тренер национальной сборной Нигерии Йожеф Эмбер вызвал Огастина на летние Олимпийские игры в Мехико. В команде он получил 3 номер. В своей группе Нигерия заняла последнее четвёртое место, уступив Бразилии, Японии и Испании. Огастин Офуокву на турнире сыграл двух играх.